# Reinsberg (Baixa Áustria)
Reinsberg (Baixa Áustria) é um município da Áustria localizado no distrito de Scheibbs, no estado de Baixa Áustria.